# Сасыкколь (озеро, Костанайский сельский округ)
Сасыкколь (каз. Сасықкөл) — пресное озеро в Карабалыкском районе Костанайской области Казахстана. Находится примерно в 3,5 км к западу от села Целинное и в 12 км к юго-востоку от посёлка Новотроицкий. Название Сасыкколь переводится с казахского как зловонное озеро.
Площадь поверхности озера составляет 15,5 км². Наибольшая длина озера — 5,5 км, наибольшая ширина — 4,5 км. Длина береговой линии составляет 16 км. Озеро расположено на высоте 209 м над уровнем моря. Во время паводка сообщается с озером Шубарколь.
По данным топографической съёмки 1958 года, площадь поверхности озера составляет 20,09 км². Наибольшая длина озера — 5,4 км, наибольшая ширина — 5 км. Длина береговой линии составляет 19,5 км, развитие береговой линии — 1,19. Озеро расположено на высоте 209,5 м над уровнем моря.